# القصر الفوقاني
من القصور التي أسسها السلطان العلوي المولى إسماعيل، وجعله مقرا لسكن إحدى بناته وهي ستُّ الملك، ويبعد عن مدينة مولاي علي الشريف شمالا بحوالي 7 كلمترات.
عرف القصر هجرات متتالية تجاه مدن الوسط والغرب والشمال المغربي؛ حيث إن الظروف الاقتصادية والاجتماعية أدت إلى تهجير شبه قسري لمعظم ساكنة القصر كما هو حال معظم قصور تافيلالت، اشتهر القصر قديما بحلقات تحفيظ القرآن الكريم، كما كان سدا منيعا ضد الهجمات التي كانت تتوالى عليه في عهد السيبة الذي عرفته البلاد بعد الاستعمار الفرنسي.
يحد القصر شرقا قصر مزكيدة وغربا قصبة مولاي أحمد الذهبي وشمالا قصر تغكة (وهو امتداد للقصر الفوقاني).
الموقع الخرائطي للقصر:
https://www.google.com/maps/place/Ksar+Fouquani/@31.3170591,-4.2681616,18z/data=!3m1!4b1!4m5!3m4!1s0xd9771a5f26eb66f:0x10e8f434632f6a62!8m2!3d31.3174033!4d-4.2682708
(لمين اكبيري علوي)